# شاوور
شاوور (نام پیشین: بیت‌رِشْگِ شاوور) شهری در استان خوزستان ایران و از توابع شهرستان تازه‌تأسیسِ کرخه است که نقش مرکز بخش شاوور را بر عهده دارد. هسته اولیهٔ این شهر، روستای «بیت رشگ شاوور» بود که بنا بر تصویب‌نامهٔ وزرای عضو کمیسیون سیاسی–دفاعی، در ۱۰ آذر ۱۳۸۷ به شهر تبدیل و «شاوور» نام‌گذاری شد؛ این مصوبه در ۷ دی ۱۳۸۷ به تأیید رئیس‌جمهوری وقت رسید و به دستگاه‌های ذی‌ربط ابلاغ شد. پیش از آن نیز «بخش شاوور» با مرکزیت همین آبادی در تقسیمات کشوری تشکیل شده بود.
در آذر ۱۳۹۹، هیأت وزیران با جداسازی بخش‌هایی از شهرستان شوش و ایجاد شهرستان «کرخه» با مرکزیت الوان موافقت کرد؛ از آن تاریخ، شهر شاوور در تقسیمات اداری ذیل شهرستان کرخه قرار گرفت و مرکز بخش شاوورِ این شهرستان است.
شاوور امروز یک کانون جمعیتی کوچک اما با سابقهٔ اداری روشن در شمال خوزستان است که از روستایی به مرکز بخش و سپس شهر ارتقا یافته، با ایجاد شهرستان کرخه ذیل این شهرستان تعریف شده، و حیات اجتماعی–اقتصادی‌اش به شبکهٔ آبیاری و رودخانهٔ شاوور و سیاست‌های مدیریت حوضه وابسته است.
بر پایهٔ داده‌های رسمیِ سرشماری ۱۳۹۵ که بازنشر آنها در پایگاه‌های آماری محلی نیز آمده، جمعیت شهر شاوور ۸٬۸۳۳ نفر و تعداد خانوار ۲٬۴۳۸ بوده است. (این شهر در آن زمان هنوز در محدودهٔ شهرستان شوش قرار داشت.)

## جغرافیا

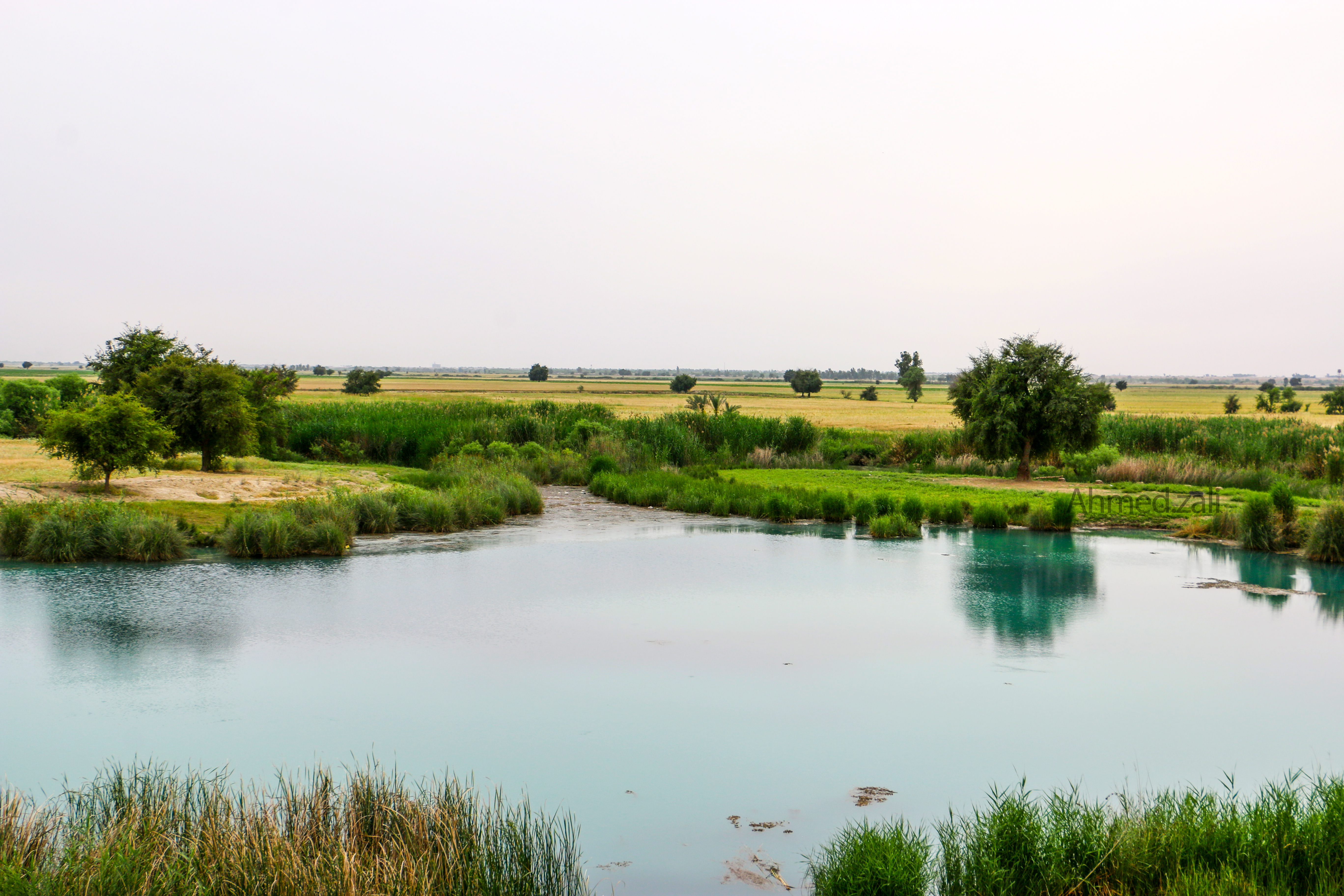
سرچشمه‌های شاوور

جغرافیای انسانی و طبیعی شاوور با حوضهٔ آبریز رودخانهٔ «شاوور» گره خورده است؛ رودی که در شمال‌غرب شوش از پیوستن چند چشمه شکل می‌گیرد، شهر شوش را به دو بخش شرقی و غربی می‌برد و در ادامه، در میانهٔ جلگهٔ خوزستان به سیستم رودخانه‌ای دز–کرخه می‌پیوندد. در سال‌های اخیر اهمیت زیست‌محیطی و گردشگری این رود بیش از گذشته محل توجه بوده است: از یک‌سو هشدارهای مکرر دربارهٔ تجاوز به حریم و بستر رودخانه و ورود فاضلاب، و از سوی دیگر برنامه‌های «ساحل‌سازی» و سامان‌دهی برای بهره‌برداری گردشگری در محدودهٔ شوش و پیرامون حوضهٔ شاوور طرح شده است. همچنین در سطح حوضه، انتقال و هدایت آب از رودخانهٔ شاوور برای احیای تالاب بامدژ در دستور کار دستگاه‌های مسئول قرار گرفته است.

رود شاوور، پیش از ورود به شهر

اقتصاد محلیِ شاوور و پیرامون آن عمدتاً بر کشاورزی و شبکه‌های آبیاری استوار است؛ شرکت بهره‌برداری از «شبکه‌های آبیاری کرخه و شاوور» زیرساخت حیاتی تأمین آب اراضی این دشت را مدیریت می‌کند و نمایندگان و مقامات محلی نیز بارها بر جایگاه کشاورزی در شوش و کرخه به‌عنوان یکی از قطب‌های تولید محصولات کشاورزی استان تأکید کرده‌اند.

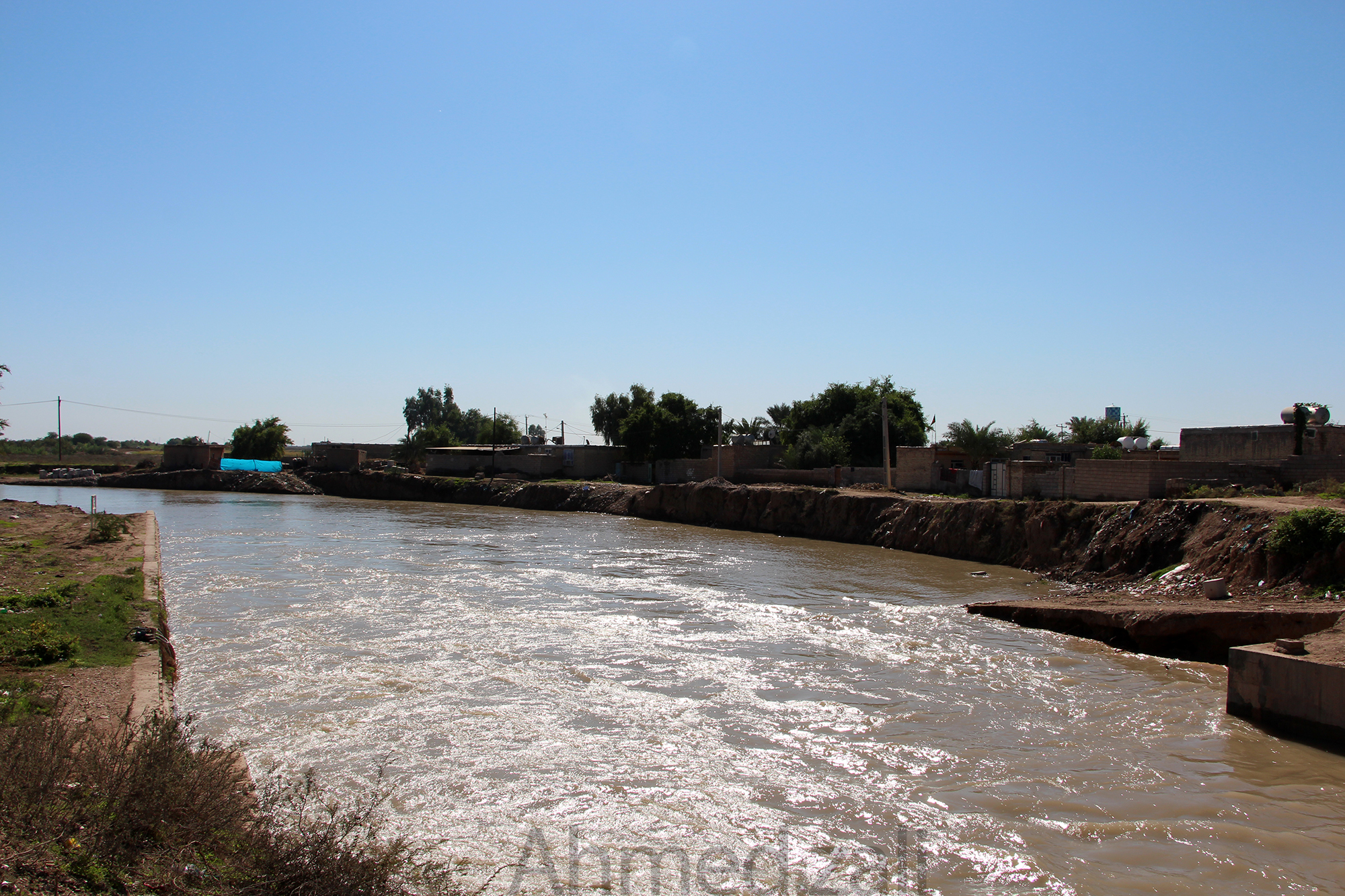
رود شاوور - بعد از عبور از سد شاوور

## فرهنگ
شاوور یکی از شهرهای استان خوزستان است. مردم شاوور عرب‌اند و زبان و فرهنگ عربی در زندگی روزمره و آیین‌های اجتماعی آنان جایگاه پررنگی دارد.
فرهنگ مردم شاوور بخشی از فرهنگ گستردهٔ عرب‌های خوزستان است که آداب ویژه‌ای برای اعیاد مذهبی، آیین‌های سنتی و مهمانی‌ها دارند. عید فطر برای آنان همان جایگاهی را دارد که نوروز برای بسیاری از مناطق ایران دارد. این جشن تنها به یک روز محدود نمی‌شود و با سنت‌هایی مانند خانه‌تکانی، خرید لباس نو، دید و بازدیدهای گستردهٔ خانوادگی و پذیرایی‌های ویژه همراه است و تا یک هفته ادامه می‌یابد.
یکی دیگر از آیین‌های کهن مردم عرب خوزستان که در شاوور نیز رایج است «گرگیعان» نام دارد. این مراسم در نیمهٔ ماه رمضان برگزار می‌شود و در آن کودکان با پوشیدن لباس‌های عربی به در خانه‌ها می‌روند و با خواندن سرودهای محلی از همسایه‌ها شیرینی و هدیه می‌گیرند.
فرهنگ قهوه‌خوری با استفاده از «دله قهوه» نیز نماد مهمی در میان مردم شاوور است. قهوه به‌صورت آیینی با قوانین دقیق آماده و سرو می‌شود و در مراسمی چون خواستگاری، عیدها و حتی سوگواری‌ها جایگاه ویژه‌ای دارد. پذیرایی با قهوه نشانهٔ احترام و مهمان‌نوازی است و آداب ویژه‌ای برای ریختن و نوشیدن آن رعایت می‌شود.
در کنار این آیین‌ها، پوشاک سنتی نیز بخشی از هویت فرهنگی مردم شاوور است. مردان دشداشهٔ سفید، بشت و چفیه با عگال بر سر می‌پوشند، که از عناصر شناخته‌شدهٔ لباس محلی عرب‌های خوزستان به شمار می‌رود.